# (1734) Zhongolovich

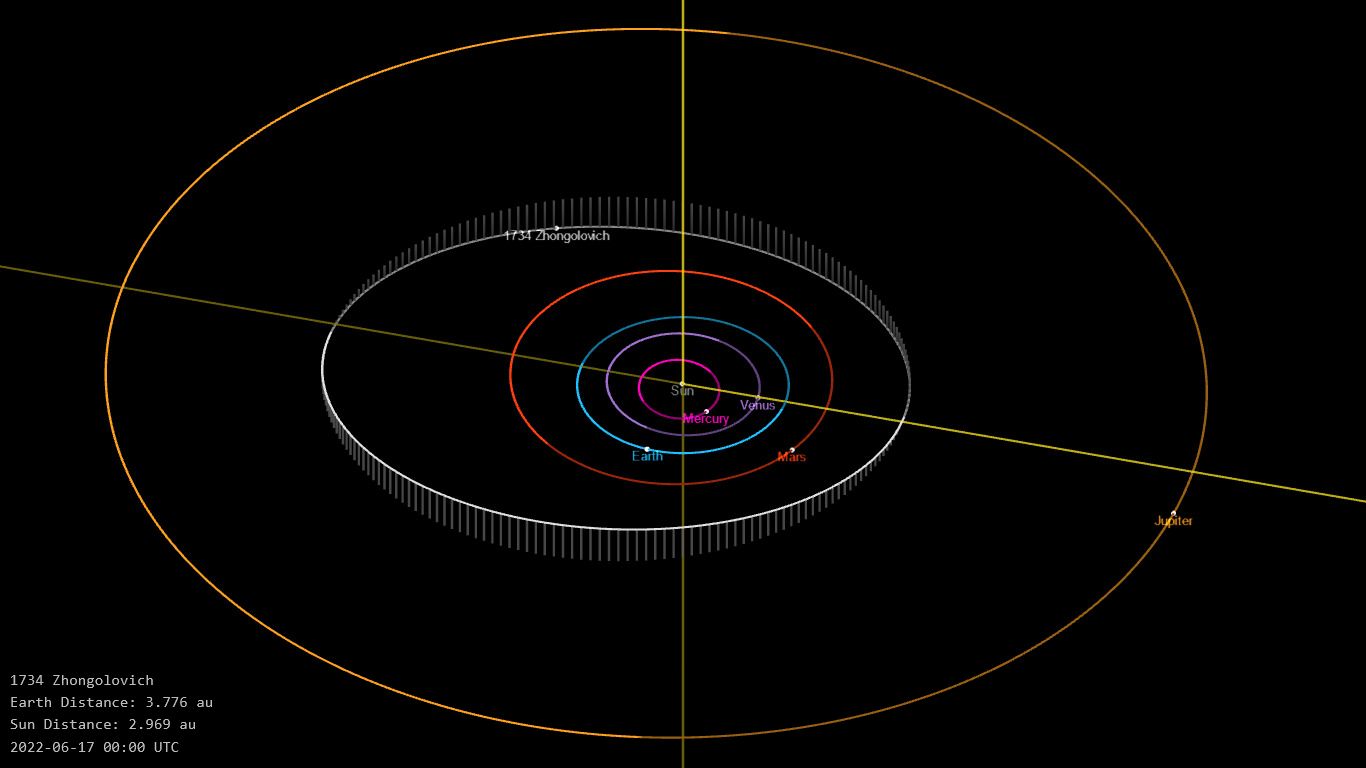
La órbita del asteroide 1734 Zhongolovich, llamado así en 1976 en honor a I.D.

(1734) Zhongolovich es un asteroide perteneciente al cinturón de asteroides descubierto el 11 de octubre de 1928 por Grigori Nikoláievich Neúimin desde el observatorio de Simeiz en Crimea.
Está nombrado en honor de Ivan Danilovich Zhongolovich, astrónomo soviético.